# Wussow (Adelsgeschlechter)
Wussow ist der Name zweier pommerscher Uradelsgeschlechter. Während die vorpommersche Familie, welche sich nach ihrem Stammgut Wussow bei Stettin nennt, erloschen ist, bestehen Zweige der hinterpommerschen Familie, welche ihren Namen ihrem Stammgut Wussow im lauenburgischen entlehnt, bis heute fort. Zwischen beiden Familien besteht keine nachgewiesene Stammesverwandtschaft.

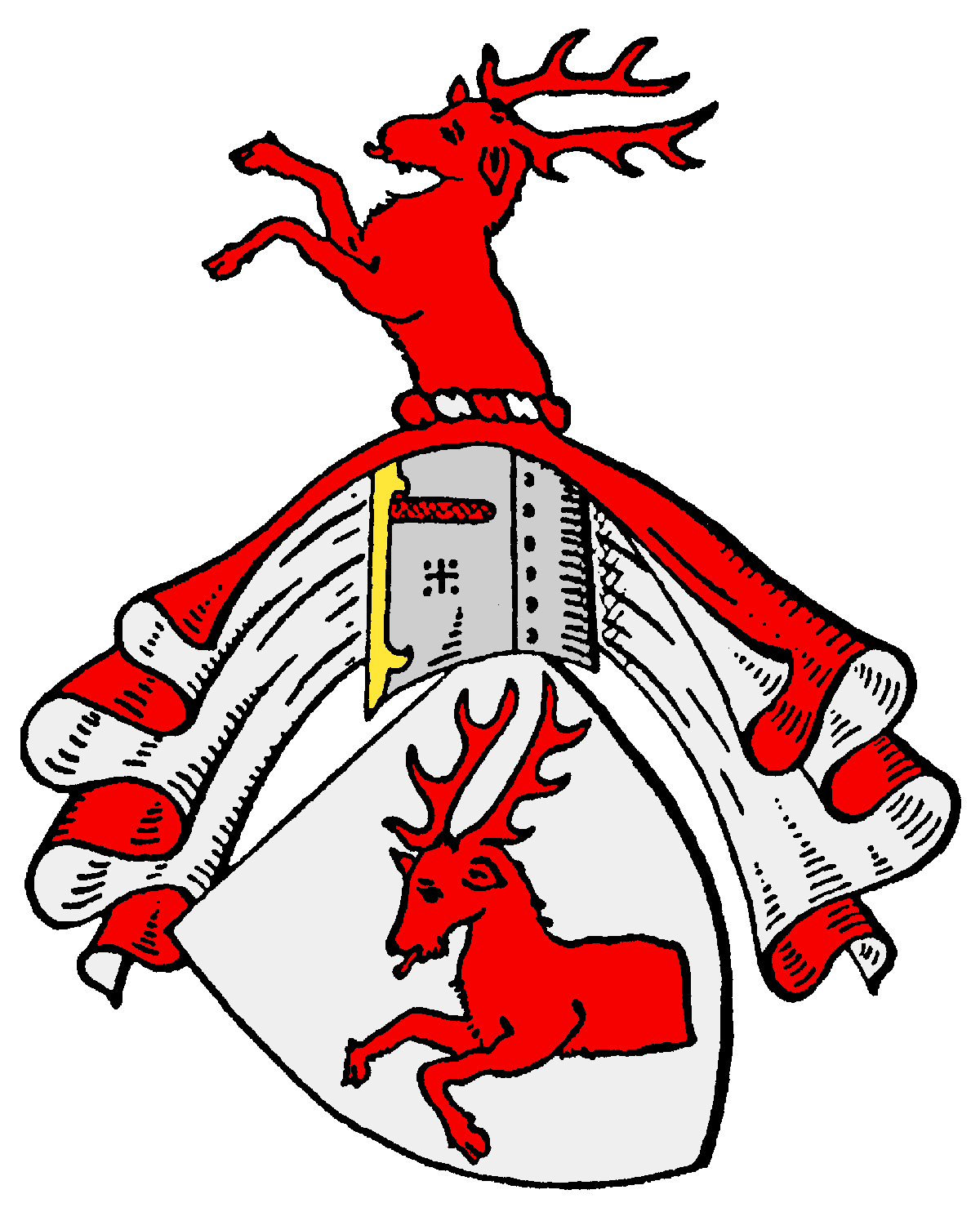
Wappen derer von Wussow, Vorpommern

## Vorpommern
Die Wussow gehörten zu den ältesten adligen Geschlechtern Pommerns und dürfen wohl als eingeborene Familie angesehen werden. Bereits im 13. Jahrhundert hatte die Familie umfangreichen Grundbesitz im Stettiner Raum.
Im Jahre 1262 erhielt Marquard Wussow, ein Lehnsmann der Kirche 13 Hufen in Mandelkow verliehen. 1445 bekamen die Wussow durch Herzog Swantibor III. das Schenkenamt verliehen.
Nach Huldigungsstreitigkeiten wurden Adam Wussow im Jahre 1594 seine Güter und das Schulzengericht zu Lübzin eingezogen. Erst 1604, nach langem Klageweg wurde er in seine Güter wieder eingesetzt. Lübzin blieb dann bis 1795 bei der Familie, bis es schließlich an Julius Friedrich Wilhelm von Flemming für 114500 Thaler veräußert wurde.
Mit dem Ableben des Erbmundschenken Philipp Otto Ludwig von Wussow († 26. März 1804 in Stettin) hat die Familie im Mannesstamm ihren Ausgang gefunden.

### Wappen
Das Stammwappen der zeigt in Silber einen halben roten Hirsch. Auf dem gekrönten Helm mit silber-roten Decken der rote Hirsch, wachsend.
Der Schild ist erstmals im Jahre 1471 durch einen Siegelabdruck Heinrich Wussows belegt, erneut durch ein Urkundensiegel des Joachim Wussow im Jahre 1528. Das Kleinod ist erstmals bei einem Urkundensiegel des Lüdtke Wussow vom Jahre 1557 belegt.

## Hinterpommern

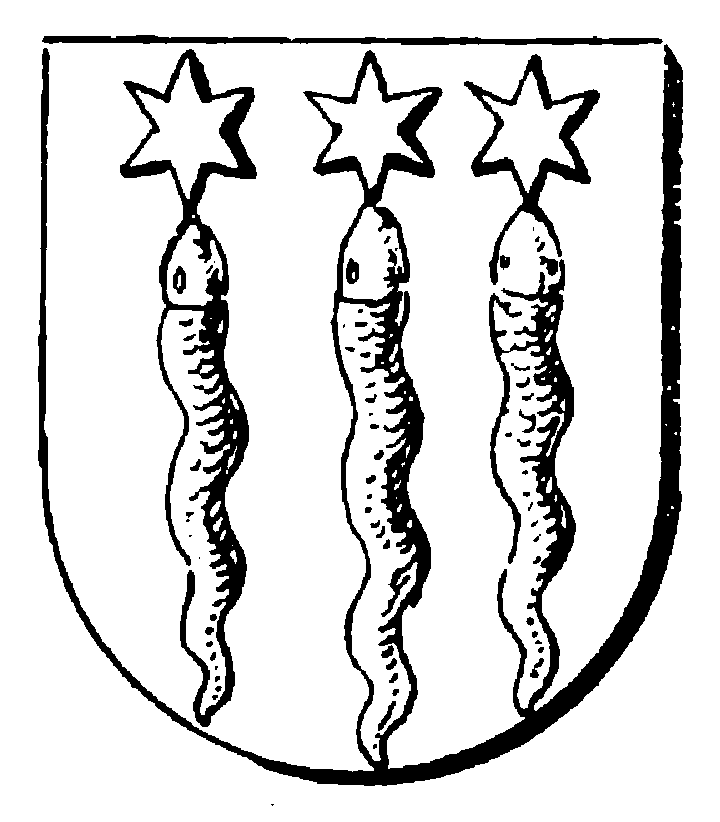
Stammwappen derer von Wussow, Hinterpommern

Erster urkundlich auftretender Familienangehöriger ist Petrus de Wussow, der 1277 in Erscheinung tritt. Die Stammreihe des Geschlechts beginnt mit Jeske von Wussow, der urkundlich 1379 belegt ist.
Der Tribunalsrat und spätere Landrat Georg Christoph von Wussow bemühte sich im Jahre 1772 bei König Friedrich II. um die Belehnung mit den Gütern der vorpommerschen adligen Familie Wussow, da deren Aussterben möglich erschien. Er konnte aber den Nachweis einer Stammesverwandtschaft nicht erbringen und blieb erfolglos.

### Wappen

Wappen derer von Wussow, Hinterpommern

Das Stammwappen zeigt im silbernen Schild drei von drei Sternen überhöhte nebeneinander aufgerichtete Neunaugen. Auf dem Helm mit silber-blauen Decken drei Straußenfedern, blau-silber-blau.
Der Schild ist durch die Siegel des Hans Wossowe und des Matias Wossow im Jahre 1528 nachgewiesen, wobei das Siegel des letztgenannten den mittleren Stern abweichend überhöht abbildet.
Seit 1680 wird folgendes Schild geführt: Von Blau und Silber geteilt, oben ein aufwärts gekehrter goldener Halbmond, über dessen Mitte und jedem Horn je ein goldener Stern, unten drei übereinander liegende blaue Neunaugen. Auf dem Helm mit blau-silbernen Decken drei (blau, silber, blau) Straußenfedern.

## Bekannte Familienmitglieder
- Georg Christoph von Wussow (1745–1794), preußischer Landrat im Lauenburg-Bütowschen Kreis
- Philipp von Wussow (1792–1870), preußischer General der Infanterie, Generaladjutant des Königs
- Alexander von Wussow (1820–1889), preußischer Landrat im Kreis Heiligenstadt
- Botho von Wussow (Generalleutnant) (1828–1891), preußischer Generalleutnant
- Udo von Wussow (1854–1915), preußischer Generalmajor
- Friedrich von Wussow (1856–1914), preußischer Generalmajor, gefallen bei Lüttich
- Waldemar von Wussow (1865–1938), Sachsen-Altenburger Staatsminister
- Hans von Wussow (1894–1945), deutscher Oberst der Luftwaffe[4]
- Botho von Wussow (1901–1971), deutscher Diplomat und Widerstandskämpfer (Kreisauer Kreis)